# Badalona Comunicació
Badalona Comunicació és l'empresa pública que gestiona els mitjans de comunicació municipals: Ràdio Ciutat de Badalona i Televisió de Badalona. També organitza el festival Filmets Badalona Film Festival. La seva Junta General està formada pels regidors i regidores de l'Ajuntament de Badalona. Josep Viñeta Balsells és el seu conseller delegat.

## Història
L'emissora municipal Ràdio Ciutat de Badalona es va convertir en Badalona Comunicació el mes de gener de l'any 2000. D'aquesta manera es creava una nova empresa municipal per gestionar els mitjans de comunicació municipals de la ciutat. Amb el canvi de nom quedava clar que la nova empresa havia nascut amb l'objectiu de funcionar no només com una emissora de ràdio sinó també per posar en marxa la nova televisió municipal (Televisió de Badalona) i la revista d'informació municipal (Revista Bétulo).
La seu actual de Badalona Comunicació està situada al barri de la Morera, concretament, al carrer Sant Agustí. El trasllat des de l'històric local del carrer de Mar, número 20, on emetien Ràdio Ciutat de Badalona i Televisió de Badalona, es va produir l'any 2003. D'aquesta manera, Badalona Comunicació creixia en metres quadrats i millorava de forma notable les seves condicions tècniques i materials. Des d'aleshores, Badalona Comunicació funciona com una empresa pública multimèdia que gestiona Ràdio Ciutat de Badalona i Televisió de Badalona. Fins al 2015 també es va encarregar d'editar la revista d'informació municipal Bétulo, any en què es va deixar de publicar. A més, produeix i organitza el Filmets Badalona Film Festival, un festival internacional de curtmetratges que l'any 2020 ha celebrat la seva 46a edició.
Badalona Comunicació va estrenar una nova imatge gràfica el mes de setembre de 2018 amb l'objectiu d'incidir en la idea d'uns mitjans de comunicació propers a la realitat que es viu a Badalona. Els tres grans eixos d'aquesta nova imatge gràfica són els lemes “Escoltem BDN”, “Apropem BDN” i “Mirem BDN” en clara referència a la feina que fan cada dia els mitjans Televisió de Badalona i Ràdio Ciutat de Badalona.

Badalona Comunicació ofereix un servei online a la carta per accedir als vídeos dels programes emesos per Televisió de Badalona i als podcasts de Ràdio Ciutat de Badalona.